# Campos del Río
Campos del Río è un comune spagnolo di 2 210 abitanti situato nella comunità autonoma di Murcia.